# Asaph Hall

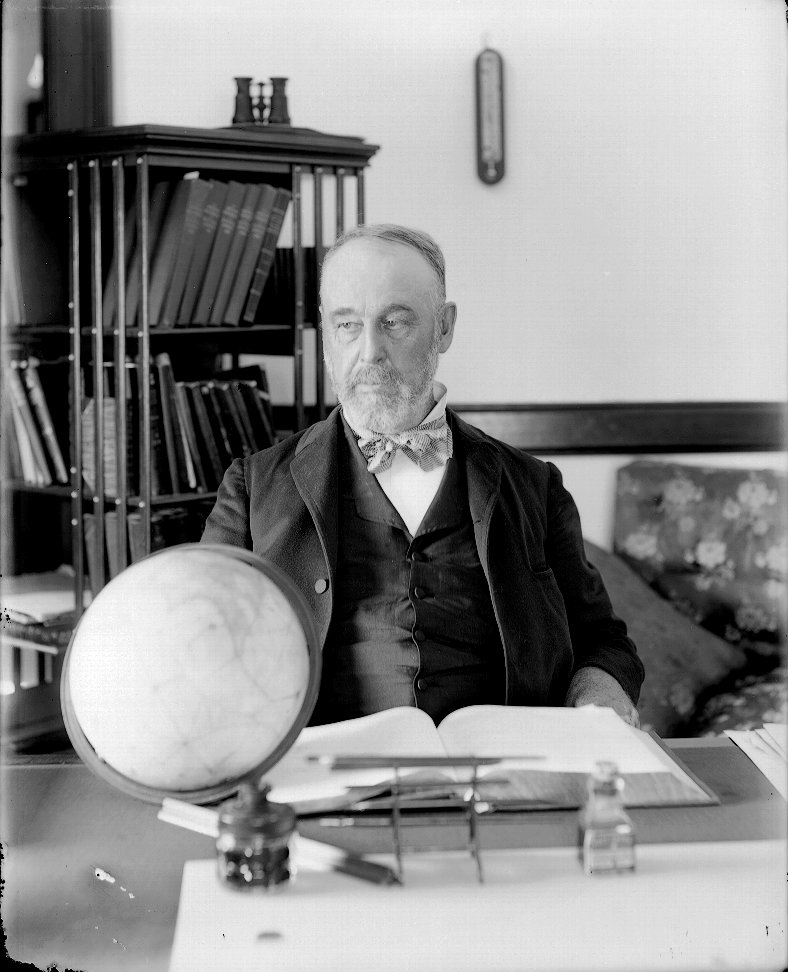
Professor Asaph Hall

Asaph Hall (15 d'octubre de 1829 – 21 de novembre de 1907) fou un astrònom estatunidenc, principalment conegut per haver descobert, l'any 1877, les llunes de Mart, Deimos i Fobos. Hall determinà també les òrbites de satèl·lits d'altres planetes i d'algunes estrelles binàries, la rotació de Saturn, i la massa de Mart.
Hall neix a Goshen (estat de Connecticut, EUA). Aprenent de fuster amb 16 anys, poc més tard entra al Central College de New Hudson (estat de Nova York, EUA). L'any 1856 es casa amb la matemàtica Angeline Stickney.
A 1856, comença a treballar al Harvard College Observatory, a Cambridge (estat de Massachusetts, EUA), on esdevé un expert en computació d'òrbites. El 1862 s'incorpora a l'Observatori Naval dels Estats Units, a Washington DC, com a astrònom assistent, i en menys d'un any és nomenat professor.
A partir del 1875 Hall s'encarregarà del telescopi USNO de 66 cm (26 polzades), el més gran telescopi refractor del món, en aquell moment. És amb aquest telescopi que descobreix Fobos i Deimos, els satèl·lits de Mart. També observa una taca a Saturn gràcies a la qual determinarà el seu període de rotació. L'any 1884 descobrirà que la posició de l'òrbita el·líptica de la lluna de Saturn Hiperió es retrograda uns 20º per any. També investigarà paral·laxis d'estels al cúmul obert de les Plèiades.
Hall serà el mestre de Henry S. Pritchett en el mateix Observatori Naval dels Estats Units.

## Premis i honors
L'any 1879 se li concedirà la Gold Medal of the Royal Astronomical Society.
Els cràter Hall a la Lluna i el cràter Hall a Fobos duen el seu nom en honor d'Asaph Hall.